# TD Garden
TD Garden (lub FleetCenter, Shawmut Center) – hala sportowa znajdująca się w Bostonie w Stanach Zjednoczonych. 

## Użytkownicy
- Boston Bruins (NHL)
- Boston Celtics (NBA)

Drużyny wcześniej rozgrywające mecze w hali
- Boston Blazers (NLL)

## Informacje
- rozpoczęcie prac budowlanych: maj 1993
- otwarcie: 30 września 1995
- koszt budowy: 160 mln USD
- architekt: Ellerbe Becket
- pojemność:
  - hokej: 17 565 miejsc
  - koszykówka: 18 624 miejsc